# Норвешка на Европском првенству у атлетици на отвореном 2014.
Норвешка је учествовала на Европском првенству у атлетици на отвореном 2014. одржаном у Цириху од 12. до 17. августа. То је било њено 22. учешће на овом такмичењу, односно учеатвовала је на свим европским првествима на отвореном. Репрезентацију Норвешке представљало је 36 (од пријављених 40) спортиста (18 мушкараца и 18 жена) који су се такмичили у 22. дисциплине.
У укупном пласману Норвешка је са једном освојеном сребрном медаљом је делила 21. место са Азербејџаном. Медаља је освојена у мушкој конкуренцији где је делила 15. место.
У табели успешности (према броју и пласману такмичара који су учествовали у финалним такмичењима (првих 8 такмичара)) Норвешка је са два учесника у финалу заузела 28 место са 10 бодова, од 34 земље које су имале представнике у финалу. На првенству је учествовало 50 земаља чланица ЕАА.
На такмичењу је оборен једам национални (400 м препоне) и 9 личних рекорда.

## Учесници
| Дисциплина       | Спортисти                                      | Спортисти                                                                 |
| Дисциплина       | Мушкарци                                       | Жене                                                                      |
| ---------------- | ---------------------------------------------- | ------------------------------------------------------------------------- |
| 100 м            | Џејсума Сајди Ндура                            | Езине Окпараебо                                                           |
| 200 м            | Џејсума Сајди Ндура²                           | Елисабет Слетум                                                           |
| 400 м            | Карстен Вархолм                                | Лине Клостер Тара Марие Норум                                             |
| 800 м            | Роалд Хагбарт Фрескеланд Андреас Рот Томас Рот | Хеда Хине Трине Мјоланд                                                   |
| 1.500 м          | Филип Ингебригстен                             | Ингвил Мокестад Бовим                                                     |
| 5.000 м          | —                                              | Каролине Бјеркели Гревдал                                                 |
| 10.000 м         | Сондре Нордстад Мен Мариус Ејре Ведник         | Руна Скворе Фалш                                                          |
| маратон          | Хокон Брокс Уриге Бута                         | —                                                                         |
| 100 м препоне    | —                                              | Исабеле Педерсен                                                          |
| 110 м препоне    | Владимир Вукичевић                             | —                                                                         |
| 400 м препоне    | Ејвинд Кјерпест                                | Вилде Јакобсен Свортевик                                                  |
| 3.000 м препреке | Том Ерлинг Корбе                               | Ингеборг Левнес                                                           |
| 20 км ходање     | Ерик Тисе Ховард Хавкенес                      | —                                                                         |
| 4 x 100 м        | —                                              | Исабеле Педерсен² Кристин Бјеланд Јенсн Елисабет Слетум² Езине Окпараебо² |
| 4 x 400 м        | —                                              | Тара Марие Норум² Трине Мјоланд² Вилде Јакобсен Свортевик² Лине Клостер²  |

| Дисциплина     | Спортисти        | Спортисти        |
| Дисциплина     | Мушкарци         | Жене             |
| -------------- | ---------------- | ---------------- |
| Скок увис      |                  | Тоње Ангелсен    |
| Скок мотком    | ——               | Катарине Хорклав |
| Бацање диска   | —                | Грете Етхолм     |
| Бацање кладива | Ејвинд Хенриксен |                  |
| Бацање копља   | —                | Мари-Тересе Обст |
| Седмобој       | —                | Ида Маркусен     |
| Десетобој      | Ларс Викан Рисе  |                  |

## Освајачи медаља

### Сребро (1)
- Филип Ингебригстен — 1.500 м

## Резултати

### Мушкарци
| Атлетичар                | Дисциплина       | Лични рекорд | Квалификације     | Квалификације     | Полуфинале           | Полуфинале           | Финале               | Финале          | Детаљи |
| Атлетичар                | Дисциплина       | Лични рекорд | Резултат          | Место             | Резултат             | Место                | Резултат             | Место           | Детаљи |
| ------------------------ | ---------------- | ------------ | ----------------- | ----------------- | -------------------- | -------------------- | -------------------- | --------------- | ------ |
| Џејсума Сајди Ндура      | 100 м            | 9,95 НР      | 10,30             | 3. у гр. 5 КВ     | 10,23                | 3. у гр. 2 кв        | 10,35                | 6 / 35 (37)     |        |
| Џејсума Сајди Ндура      | 200 м            | 19,89 НР     | 20,78             | 5. у гр. 4        | Није се квалификовао | Није се квалификовао | Није се квалификовао | 17 / 31 (32)    |        |
| Карстен Вархолм          | 400 м            | 46,31        | 46,73             | 7. у гр. 5        | Није се квалификовао | Није се квалификовао | Није се квалификовао | 31 / 39 (40)    |        |
| Роалд Хагбарт Фрескеланд | 800 м            | 1:47,17      | 1:48,62           | 4. у гр. 1        | Није се квалификовао | Није се квалификовао | Није се квалификовао | 20 / 34         |        |
| Андреас Рот              | 800 м            | 1:47,10      | 1:48,61           | 7. у гр. 4        | Није се квалификовао | Није се квалификовао | Није се квалификовао | 21 / 34         |        |
| Томас Рот                | 800 м            | 1:46,15      | 1:48,86           | 5. у гр. 3        | Није се квалификовао | Није се квалификовао | Није се квалификовао | 23 / 34         |        |
| Филип Ингебригстен       | 1.500 м          | 3:31,46 НР   | 3:39,32           | 1. у гр. 1        |                      |                      | 3:46,10              |                 |        |
| Сондре Нордстад Мен      | 10.000 м         | 28:40,27     |                   |                   |                      |                      | 28:50,53             | 9 / 18 (24)     |        |
| Мариус Ејре Ведник       | 10.000 м         | 28:48,97     | 29:42,10          | 14 / 18 (24)      |                      |                      |                      |                 |        |
| Хокон Брокс              | Маратон          | 2:28:33      | 2:21:47 ЛР        | 33 / 50 (72)      |                      |                      |                      |                 |        |
| Уриге Бута               | Маратон          | 2,09,27      | Није завршио трку | Није завршио трку |                      |                      |                      |                 |        |
| Владимир Вукичевић       | 110 м препоне    | 13,55        | 13,97             | 8. у гр 1         | Није се квалификовао | Није се квалификовао | Није се квалификовао | 28 / 29 (32)    |        |
| Ејвинд Кјерпест          | 400 м препоне    | 49,95 НР     | 51,23             | 6. у гр. 5        | Није се квалификовао | Није се квалификовао | Није се квалификовао | 30 / 35 (36)    |        |
| Андреј Фарносов          | 3.000 м препреке | 8:39,54      | 8:42,33           | 9. у гр. 1        |                      |                      | Није се квалификовао | 18 / 26 (28)    |        |
| Ховард Хавкенес          | 20 км ходање     | 1:25:06      |                   |                   |                      |                      | ДИСК. чл.230.6а      | ДИСК. чл.230.6а |        |
| Ерик Тисе                | 20 км ходање     | 1:19:11 НР   | 1:22:19           | 9 / 28 (34)       |                      |                      |                      |                 |        |
| Ејвинд Хенриксен         | бацање кладива   | 75,57 НР     | 72,31 ЛРС         | 8. у гр. 2        |                      |                      | Није се квалификовао | 17 / 21 (22)    |        |

Десетобој
| Дисциплина    | Ларс Викан Рисе | Ларс Викан Рисе | Ларс Викан Рисе | Ларс Викан Рисе | Ларс Викан Рисе | Ларс Викан Рисе |
| Дисциплина    | Лич. рек.       | Резултат        | Бод.            | Плас.           | Укупно          | Плас.           |
| ------------- | --------------- | --------------- | --------------- | --------------- | --------------- | --------------- |
| 100 м         | 11,16           | 11,40           | 774             | 24.             |                 |                 |
| Скок удаљ     | 7,53            | 7,21            | 864             | 17.             | 1.638           | 20.             |
| Бацање кугле  | 16,60           | 15,43           | 816             | 2.              | 2.454           | 14.             |
| Скок увис     | 2,07            | 840             | 6.              | 3.294           | 13.             |                 |
| 400 м         | 49,77           | 51,09           | 765             | 22.             | 4.059           | 13.             |
| 110 м препоне | 15,02           | 15,74           | 762             | 23.             | 4.821           | 18.             |
| Бацање диска  | 46,25           | 41,57           | 697             | 17.             | 5.518           | 19.             |
| Скок мотком   | 4,80            | 4,50            | 760             | 16.             | 6.278           | 19.             |
| Бацање копља  | 71,71           | 66,34           | 834             | 2.              | 7.112           | 15.             |
| 1500 м        | 4:31,23         | 4:32,77 ЛРС     | 727             | 7.              |                 |                 |
| Десетобој     | 7.918           |                 |                 |                 | 7.839           | 15 / 19 (25)    |

### Жене
| Атлетичар                                                                 | Дисциплина       | Лични рекорд | Квалификације | Квалификације  | Полуфинале            | Полуфинале            | Финале                | Финале         | Детаљи |
| Атлетичар                                                                 | Дисциплина       | Лични рекорд | Резултат      | Место          | Резултат              | Место                 | Резултат              | Место          | Детаљи |
| ------------------------------------------------------------------------- | ---------------- | ------------ | ------------- | -------------- | --------------------- | --------------------- | --------------------- | -------------- | ------ |
| Езине Окпараебо                                                           | 100 м            | 11,10 НР     | 11,24 ЛРС     | 2. у гр. 4. КВ | 11,46                 | 4. у пф. 1            | Није се квалификовала | 15 / 36 (37)   |        |
| Елисабет Слетум                                                           | 200 м            | 23,48        | 24,09         | 6. у гр. 3     | Није се квалификовала | Није се квалификовала | Није се квалификовала | 30 / 31 (35)   |        |
| Тара Марие Норум                                                          | 400 м            | 53,57        | 54,89         | 7. у гр. 2     | Није се квалификовала | Није се квалификовала | Није се квалификовала | 27 / 28 (29)   |        |
| Лине Клостер                                                              | 400 м            | 52,78        | 54,27         | 7. у гр. 4     | Није се квалификовала | Није се квалификовала | Није се квалификовала | 26 / 28 (29)   |        |
| Хеда Хине                                                                 | 800 м            | 2:02,24      | 2:05,08       | 6. у гр. 1     | Није се квалификовала | Није се квалификовала | Није се квалификовала | 22 / 28 (30)   |        |
| Трине Мјоланд                                                             | 800 м            | 2:02,40      | 2:02,62       | 4. у гр. 2 кв  | 2:03,92               | 7 у пф. 2             | Није се квалификовала | 14 / 28 (30)   |        |
| Ингвил Мокестад Бовим                                                     | 1.500 м          | 4:02,20      | 4:13,02       | 4. у гр. 1 КВ  |                       |                       | 4:08,85               | 9 / 25         |        |
| Каролине Бјеркели Гревдал                                                 | 5.000 м          | 15:16,27     | Нису одржане  | Нису одржане   |                       |                       | 15:52,78              | 13 / 16 / (17) |        |
| Руна Скворе Фалш                                                          | 10.000 м         | 33:44,50     |               |                |                       |                       | 38:06,59              | 24 / 24 / (26) |        |
| Исабеле Педерсен                                                          | 100 м препоне    | 13,04        | 13,17         | 6. у гр 1      | Није се квалификовала | Није се квалификовала | Није се квалификовала | 17 / 30 (31)   |        |
| Вилде Јакобсен Свортевик                                                  | 400 м препоне    | 57,24        | 58,26 ЛРС     | 7. у гр. 4     | Није се квалификовала | Није се квалификовала | Није се квалификовала | 22 / 24 (26)   |        |
| Ингеборг Левнес                                                           | 3.000 м препреке | 10:00,73     | 10:18,11      | 10. у гр. 1    |                       |                       | Није се квалификовала | 20 / 20 (22)   |        |
| Исабеле Педерсен² Кристин Бјеланд Јенсн Елисабет Слетум² Езине Окпараебо² | 4 х 100 м        | 44,35 НР     | 44,29 НР      | 5. у гр. 2     | Нису се квалификовале | 12 / 15 (16)          |                       |                |        |
| Тара Марие Норум² Трине Мјоланд² Вилде Јакобсен Свортевик² Лине Клостер²  | 4 х 400 м        | 3:32,76 НР   | 3:36,57       | 6. у гр. 2     | Нису се квалификовале | 13 / 16               |                       |                |        |
| Тоње Ангелсен                                                             | Скок увис        | 1,98         | 1,89 кв       | 5. у гр. Б     | 1,90                  | 9 / 22 (23)           |                       |                |        |
| Катарине Хорклав                                                          | Скок мотком      | 4,35         | 3,95          | 15. у гр. Б    | Није се квалификовала | 25 / 25 (29)          |                       |                |        |
| Грете Етхолм                                                              | Бацање диска     | 59,48        | 50,83         | 10. у гр. Б    | Није се квалификовала | 20 / 21 (22)          |                       |                |        |
| Мари-Тересе Обст                                                          | Бацање копља     | 57,44        | 54,59         | 10. у гр. Б    | Није се квалификовала | 16 / 22               |                       |                |        |

- Такмичарке у штафетама означене бројем учествовале су и у појединачним дисциплинама.

Седмобој
| Дисциплина    | Ида Маркусен | Ида Маркусен | Ида Маркусен | Ида Маркусен | Ида Маркусен | Ида Маркусен |
| Дисциплина    | Лич. рек.    | Резултат     | Бод.         | Плас.        | Укупно       | Плас.        |
| ------------- | ------------ | ------------ | ------------ | ------------ | ------------ | ------------ |
| 100 м препоне | 12,30        | 14,26        | 942          | 22.          |              |              |
| Скок увис     | 1,74         | 1,73 ЛРС     | 891          | 19.          | 1.833        | 23.          |
| Бацање кугле  | 13,96        | 12,77        | 712          | 19.          | 2.545        | 22.          |
| 200 м         | 24,57        | 25,73        | 821          | 17.          | 3.366        | 22.          |
| Скок удаљ     | 6,47         | 6,05         | 865          | 12.          | 4.231        | 19.          |
| Бацање копља  | 52,95        | 47,85        | 819          | 8.           | 5.050        | 17.          |
| 800 м         | 2:09,74      | 2:13,45      | 915          | 6.           |              |              |
| Седмобој      | 6.226 НР     |              |              |              | 5.965        | 18 / 20 (24) |